# Nigrobaetis bacillus
Nigrobaetis bacillus is een haft uit de familie Baetidae. De wetenschappelijke naam van de soort is voor het eerst geldig gepubliceerd in 1983 door Kluge.
De soort komt voor in het Palearctisch gebied.